# CompTIA
Die Computing Technology Industry Association (CompTIA) ist ein internationaler Branchenverband der IT-Industrie. Zu den Mitgliedern zählen IT-Hersteller, -Händler, -Dienstleister, -Freelancer, -Trainer und andere Branchenangehörige aus insgesamt 102 Nationen.
Der Sitz liegt in Downers Grove, einem Vorort von Chicago und unweit der ISACA. Der Verband wurde im Januar 1982 als Association of Better Computer Dealers (ABCD) gegründet und 1993 in Computing Technology Industry Association umbenannt. Ziel des Verbandes ist die Förderung des Wachstums der IT-Industrie. Hierfür schafft CompTIA weltweit einheitliche Standards bei der Aus- und Weiterbildung von IT-Fachkräften und entwickelt zusammen mit seinen Mitgliedsunternehmen herstellerneutrale IT-Zertifizierungen. Darüber hinaus entwickelt und etabliert der Verband weltweite Standards für IT-Fachkräfte, betreibt Marktforschung und vertritt die politischen Interessen seiner Mitglieder.

## IT-Zertifizierungen von CompTIA
Die Zertifizierungen von CompTIA richten sich an IT-Fachkräfte, die das Wissen für verschiedene IT-Disziplinen nachweisen wollen.
Die CompTIA-Zertifizierungen sind herstellerneutrale/herstellerunabhängige weltweit anerkannte IT-Zertifikate, die sich nicht auf eine bestimmte Hard- oder Software beziehen. Sie gelten als Einstiegs- wie auch Fortgeschrittenenzertifikate für IT-Fachkräfte, da sie den Absolventen grundlegendes wie auch erweitertes Fachwissen und entsprechende praktische Erfahrung bestätigen.
CompTIA-Zertifizierungen werden im Rahmen verschiedener herstellerspezifischer Zertifizierungsprogramme (beispielsweise von Microsoft oder Novell) anerkannt. Auch die deutsche Zertifizierungsstelle Cert:IT erkennt diverse internationale Zertifizierungen von CompTIA als Zugangsberechtigung zum zertifizierten IT-Spezialisten (APO-IT) an. Darüber hinaus sind CompTIA-Zertifikate Bestandteil von Zertifizierungsprogrammen, mit denen IT-Hersteller wie Dell ihre Service- und Vertriebspartner zertifizieren. Des Weiteren werden viele CompTIA-Zertifizierungen von Unternehmen wie Apple, HP Inc., Intel, Lenovo, Microsoft oder Behörden wie dem US-Verteidigungsministerium empfohlen oder als Voraussetzung verlangt. Einige dieser Zertifizierungen sind in den USA staatlich anerkannt.

### Liste der Zertifizierungen
Bis Oktober 2019 hatte CompTIA über 3 Millionen Zertifikate ausgestellt, am verbreitetsten sind dabei A+, Network+ und Security+. Diese drei Zertifikate wurden bis Ende 2010 mit unbegrenzter Gültigkeit ausgestellt („good-for-life“). Heute haben die meisten Zertifikate eine Gültigkeit von drei Jahren und müssen im Anschluss re-zertifiziert werden.
- seit 1993: CompTIA A+ – 1,1 Mio. Zertifizierte (2021)[3],  Gültigkeitsdauer: 3 Jahre
- seit 1999: CompTIA Network+ – 0,5 Mio. Zertifizierte (2021)[4],  Gültigkeitsdauer: 3 Jahre
- 2000–2025: CompTIA ITF+ (IT Fundamentals) – Gültigkeitsdauer: unbegrenzt
- seit 2001: CompTIA Server+ – Gültigkeitsdauer: unbegrenzt
- 2001–2023: CompTIA CTT+ (Certified Technical Trainer) – Gültigkeitsdauer: unbegrenzt
- seit 2001: CompTIA Project+ – Gültigkeitsdauer: unbegrenzt
- seit 2001: CompTIA Linux+ – Gültigkeitsdauer: 3 Jahre
- seit 2002: CompTIA Security+ – 0,7 Mio. Zertifizierte (2023)[5], Gültigkeitsdauer: 3 Jahre
- 2011–2025: CompTIA CASP+ (Advanced Security Practitioner), Gültigkeitsdauer: 3 Jahre
- 2011–2025: CompTIA Cloud Essentials+ – Gültigkeitsdauer: unbegrenzt
- seit 2013: CompTIA Cloud+ – Gültigkeitsdauer: 3 Jahre
- seit 2017: CompTIA CySA+ (Cybersecurity Analyst) – Gültigkeitsdauer: 3 Jahre
- seit 2018: CompTIA PenTest+ (Penetrationstest) – Gültigkeitsdauer: 3 Jahre
- seit 2022: CompTIA Data+ – Gültigkeitsdauer: 3 Jahre
- seit 2023: CompTIA DataSys+ – Gültigkeitsdauer: 3 Jahre
- seit 2024: CompTIA DataX – Gültigkeitsdauer: 3 Jahre
- seit 2024: CompTIA Tech+ – Gültigkeitsdauer: unbegrenzt
- seit 2024: CompTIA SecurityX – Gültigkeitsdauer: 3 Jahre
- seit 2025: CompTIA CloudNetX – Gültigkeitsdauer: 3 Jahre